# Вбивство Морган Дани Гаррінгтон
Морган Дана Гаррінгтон (англ. Morgan Dana Harrington, 24 липня 1989 — 17 жовтня 2009) — 20-річна студентка Вірджинського технічного університету, яка зникла з арени Джона Пола Джонса під час відвідування концерту Metallica в Університеті Вірджинії (UVA) в Шарлотсвіллі, штат Вірджинія.
Її рештки були знайдені через три місяці на сільських фермах. Пізніше експертиза встановила зв'язок з Джессі Л. Метью-молодшим, головним підозрюваним у вбивстві Ганни Ґрем, студентки Університету УВА, яка, як вважають, була викрадена 13 вересня 2014 року. 15 вересня 2015 року Метью було офіційно висунуто звинувачення у вбивстві першого ступеня і викраденні з метою розбещення у справі про вбивство Гаррінгтон. 2 березня 2016 року Метью визнав себе винним у викраденні та вбивстві Ґрем і Гаррінгтон, отримавши чотири довічних ув'язнення поспіль без права на умовно-дострокове звільнення.

## Зникнення
17 жовтня 2009 року Гаррінгтон з трьома друзями поїхала на концерт гурту «Metallica» на стадіон імені Джона Пола Джонса в Університеті Вірджинії в Шарлотсвіллі. Під час виступу гурту на розігріві Гаррінгтон сказала друзям, що йде до вбиральні. Коли вона не повернулася, вони зателефонували їй на мобільний о 20:48, і вона сказала, що її не пускають на арену через політику «без права повторного входу», додавши, що вона знайде шлях додому і їм не варто хвилюватися. [Згідно з повідомленнями свідків, востаннє її бачили близько 21:30, коли вона їхала автостопом по сусідньому мосту. Було також двоє свідків, які стверджували, що бачили її з трьома чоловіками після того, як вона покинула арену.

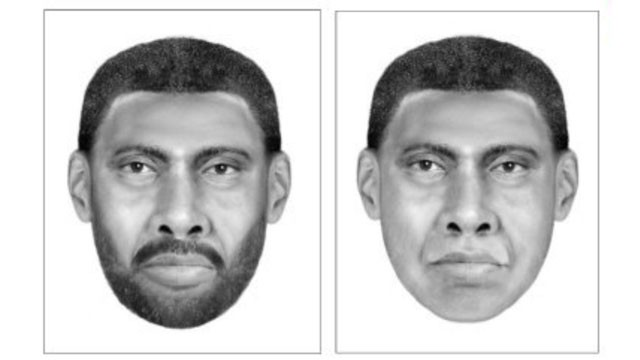
Поліцейський фоторобот підозрюваного

Сумочка Гаррінгтон, що містила її посвідчення особи та мобільний телефон (з витягнутими батареями), була знайдена на стоянці для трейлерів на спортивному майданчику Ланніганського університету після її зникнення. Її рештки були знайдені фермером 26 січня 2010 року, приблизно в 10 милях (16 км) від арени, у віддаленій частині ферми Анкоридж площею 742 акра (3,00 км2), більш ніж за півтори милі від під'їзду до дороги. Хоча слідчі не оприлюднили інформацію про її смерть, її батьки підтвердили, що вона була дуже насильницькою та що кістки дівчини були зламані. Її мати Гіл пізніше підтвердила, що її дочка була зґвалтована.
У квітні 2010 року судово-медична експертиза підтвердила, що футболка з назвою гурту Pantera, знайдена в листопаді 2009 року біля багатоквартирного будинку приблизно за півтори милі від арени, дійсно була одягнута на Гаррінгтон в ніч її зникнення. Поліція також встановила судово-медичний зв'язок між вбивством Гаррінгтон і викраденням та сексуальним насильством у Ферфаксі у вересні 2005 року. Вони також вважають, що вбивця був знайомий з місцевістю, де було знайдено тіло Гаррінгтон.

## Наслідки інциденту

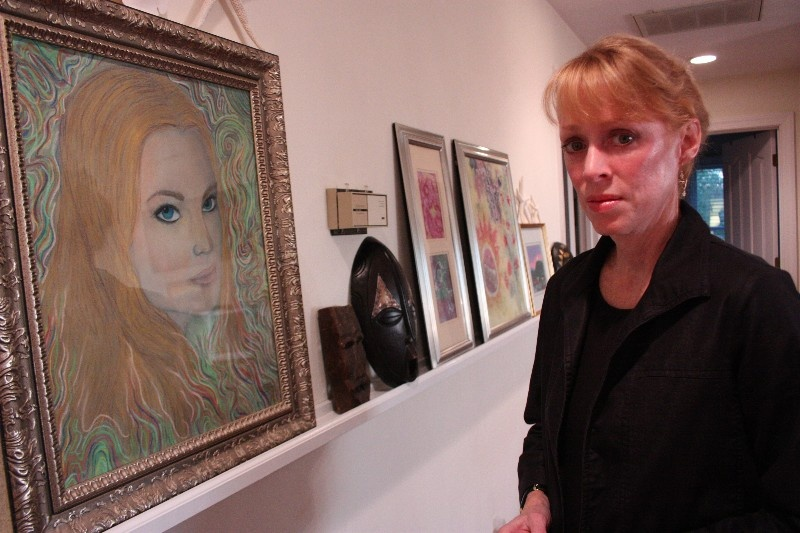
Мати Морган Гаррінгтон, Гіл, з автопортретом своєї доньки.

Справа набула такого широкого розголосу на національному рівні, що Генеральна Асамблея штату Вірджинія вшанувала пам'ять вбитої студентки спеціальною резолюцією.
Вбивство викликало побоювання, висловлені її батьками під час численних зустрічей зі ЗМІ, в тому числі на національному телебаченні, що у Вірджинії може мешкати серійний вбивця. Пізніше ДНК було пов'язане зі спробою викрадення у вересні 2005 року в місті Ферфакс.
Crimestoppers запропонували винагороду в розмірі 100 000 доларів, а група Metallica, яка грала в ніч смерті Гаррінгтон, додала ще 50 000 доларів за інформацію, що призведе до винесення вироку.
Її батьки продовжували з'являтися на численних спеціальних заходах, включаючи щорічну акцію Університету Вірджинії «Take Back the Night», і закликали адміністрацію UVA працювати над створенням безпечнішого кампусу.
У вересні 2014 року справу Гаррінгтон пов'язали з вбивством Ганни Ґрем у Шарлотсвіллі, штат Вірджинія, через «судово-медичні докази», що стосуються Джессі Метью, головного підозрюваного в останній справі. 20 жовтня 2014 року Метью було пред'явлено звинувачення у викраденні у 2005 році в місті Ферфакс, штат Вірджинія. Понад 10 років тому Метью двічі звинувачували в сексуальному насильстві у двох різних коледжах Вірджинії, які він відвідував, будучи студентом. Він залишав кожен навчальний заклад одразу після кожного звинувачення. Напади сталися з інтервалом в 11 місяців, коли Метью перевівся з євангельського Християнського Університету Свободи в Лінчбурзі до Університету Крістофера Ньюпорта в Ньюпорт-Ньюс. Поліція розслідувала кожне повідомлення, але в жодному з випадків проти нього не було порушено кримінальної справи. У ніч зникнення Моргана Гаррінгтона Метью був водієм таксі в Шарлотсвіллі. 15 вересня 2015 року Джессі Метью були висунуті офіційні звинувачення у вбивстві першого ступеня і викраденні з метою розбещення у справі про вбивство Морган Гаррінгтон. Дата судового засідання спочатку була призначена на 17 жовтня 2016 року, а потім перенесена на 24 жовтня 2016 року, оскільки 17 жовтня — річниця зникнення Гаррінгтон.
2 березня 2016 року, після того, як Метью визнав себе винним у вбивстві Ганни Ґрем у 2014 році та вбивстві Морган Гаррінгтон у 2009 році, суддя засудив його до чотирьох послідовних довічних ув'язнень. Згідно з умовами угоди про визнання вини, Метью відмовляється від права на апеляцію і не має права на умовно-дострокове звільнення за віком.
21 травня 2019 року різні місцеві ЗМІ повідомили, що у Метью діагностували четверту стадію раку товстої кишки. Його перевели з державної в'язниці Red Onion в окрузі Вайз, штат Вірджинія, до державної в'язниці Sussex I у місті Вейверлі, штат Вірджинія, для лікування раку. Сім'ї Гаррінгтон та Ґрем були повідомлені про його переведення.